# Szíriában történt légi közlekedési balesetek listája
A Szíriában történt légi közlekedési balesetek listája mind a halálos áldozattal járó, mind pedig a kisebb balesetek, meghibásodások miatt történt, gyakran csak az adott légiforgalmi járművet érintő baleseteket is tartalmazza évenkénti bontásban.

## Szíriában történt légi közlekedési balesetek

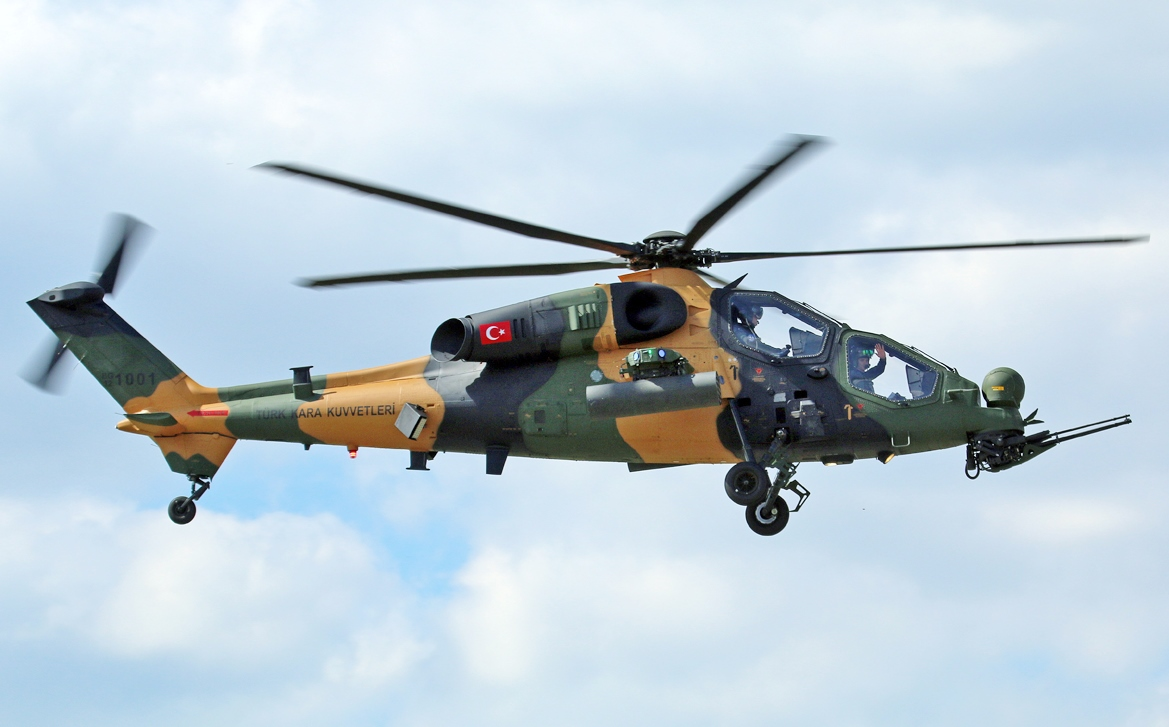
A Török Légierő egyik T-129 ATAK típusú harci helikoptere

### 2012
- 2012. augusztus 13. A Szíriai Felszabadítási Hadsereg állítása szerint lelőtt egy MiG–23-as típusú harci repülőgépet Dajr ez-Zaur kormányzóságban.[1]
- 2012. augusztus 27. A Szíriai Felszabadítási Hadsereg állítása szerint lelőtt egy helikoptert Damaszkusz közelében, Quabunnál.[1]

### 2015
- 2015. augusztus 3., Idlib tartomány. Lezuhant egy teherszállító repülőgép. A szír hatóságok állítása szerint legalább 35 katona vesztette életét.[2]
- 2015. augusztus 3., Ariha. Lezuhant a szíriai hadsereg egyik bombázó repülőgépe. A balesetben 12 katona vesztette életét.[2]

### 2018
- 2018. február 10., Afrín körzet. Lezuhant a Török Légierő T–129 ATAK típusú harci helikoptere. A baleset okait nem tisztázták egyértelműen. Kettő fő életét vesztette.[3]
- 2018. március 6. 15:00 körül, Hmeimim Légibázis, Latakia közelében. Technikai meghibásodás miatt lezuhant az Orosz Légierő An–26-os repülőgépe leszállás közben, a kifutópályától 500 méternyire. 39 katona életét vesztette a tragédiában.[4]